# Go Seigen
Wu Qingyuan (吳清源T, Wú QīngyuánP), maggiormente noto con il suo nome giapponese Go Seigen, (Xian di Minhou, 12 giugno 1914 – Odawara, 30 novembre 2014) è stato un goista cinese naturalizzato giapponese.
È considerato fra i più influenti giocatori di go del XX secolo.

## Biografia
Nato il 12 giugno 1914 nella contea di Minhou, nella provincia di Fujian, nel sud-est della Cina, Wu inizia a giocare a go abbastanza tardi, verso l'età di 9 anni. Apprende il gioco da suo padre, che aveva preso lezioni di go dall'Hon'inbō Shūho mentre era in Giappone per gli studi. Wu diventa in poco tempo un giocatore provetto e conosciuto per essere un bambino prodigio. A 12 anni, tre soli anni dopo aver imparato a giocare, gioca già al livello dei professionisti, come lo dimostra la sua partita contro Kaoru Iwamoto, giocatore giapponese 6 dan in visita nel 1926.

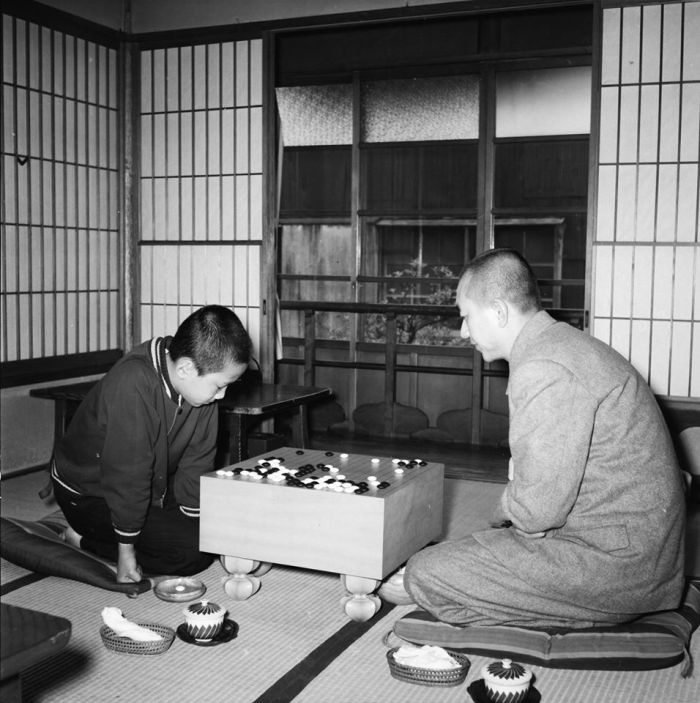
Go Seigen mentre gioca col suo allievo Rin Kaiho.

L'anno successivo, è stato capace di pareggiare in una sfida su due partite contro un altro professionista giapponese, Kōhei Inoue, 5 dan. Poi, nel 1928, ha sconfitto due volte Utarō Hashimoto (con cui in seguito studierà da Kensaku Segoe), 4 dan professionista. La reputazione del quattordicenne Wu Qingyuan si è rapidamente diffusa in Giappone tant'è che venne invitato a trasferirsi nel paese. È immigrato quindi in Giappone nel 1928, dietro l'invito del barone Ōkura Kihachirō e di Inukai Tsuyoshi (che più tardi diventerà primo ministro), dove assume il nome di Go Seigen. Inizia quindi la carriera professionista sotto la supervisione del maestro Kensaku Segoe, lo stesso insegnante di Utarō Hashimoto e Cho Hun-hyun, due altri fortissimi giocatori.
La sua carriera prende rapidamente il volo e a 18 anni è già fra i migliori giocatori al mondo. A partire dal 1933, assieme all'amico Kitani Minoru, Go Seigen sviluppa e diffonde la teoria del Shin fuseki ("nuova apertura"), che rompe con le forme di apertura tradizionali. Per quest'importante contribuzione, i due giocatori sono riconosciuti come i padri del go moderno.
A partire dal 1939, Go Seigen inizia una spettacolare serie di jubango contro i migliori giocatori dell'epoca. Durante queste partite, Go Seigen dimostra la superiorità del suo stile di gioco sui suoi contemporanei. In tutta la sua carriera, Go Seigen ha avuto formalmente solamente un discepolo: Rin Kaiho, Tengen onorario.

### Fine della carriera agonista
È nell'estate del 1961 che viene investito da una motocicletta; ne segue un primo ricovero di due mesi e poi un altro, l'anno successivo, per un periodo più lungo. Il trauma gli lascia danni neurologici che gli portano difficoltà nel trovare la concentrazione e poca resistenza fisica. Questo incidente segna la fine della sua carriera agonistica, dato che si trova nell'impossibilità di partecipare a tornei in modo efficace a causa di frequenti nausee e vertigini. Gioca sempre meno, fino al ritiro virtuale del 1964, anche se si mette "ufficialmente" in pensione nel 1984.
Dopo il suo ritiro dalle gare, Go Seigen rimane comunque attivo nella comunità goistica insegnando e promuovendo il gioco in giro per il mondo. Scrive anche numerosi libri di Go, come  A Way of Play for the 21st Century, Modern Joseki Application Dictionary, and Fuseki and Middle-game Attack and Defense. Go Seigen dirige anche sessioni di studio assieme ad altri professionisti.
Nel 1987, gli viene assegnato il Gran Cordone dell'Ordine del Sol Levante, cavaliere di III Classe, con raggi d'oro e fascia al collo per il suo contributo al gioco del Go.
La mattina del 30 novembre 2014, Go Seigen muore per cause naturali all'ospedale di Odawara, nella prefettura di Kanagawa, all'età di 100 anni.

## Carriera professionista

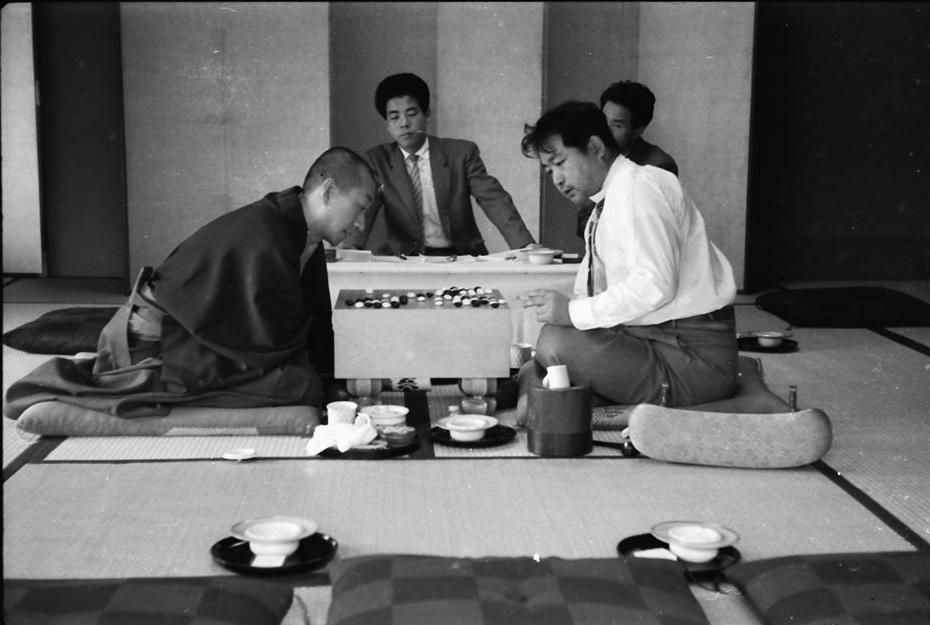
Partita contro Fujisawa Hosai nel 1957.

Go Seigen è comunemente considerato come uno dei migliori giocatori di go della storia, spesso menzionato come il miglior giocatore del XX secolo. Ha vinto per sei volte l'Oteai ed un torneo speciale della Nihon Ki-in nel 1933.

### Jubango
Come goista, ha dominato il mondo professionista per più di un quarto di secolo, con dei risultati brillanti e battendo i migliori giocatori del suo tempo in una serie di jubango (scontri in dieci partite) dove ha forzato spesso il suo avversario a prendere dell'handicap. In questi jubango, Go Seigen ha battuto Minoru Kitani, Junichi Karigane, Utarō Hashimoto, Kaoru Iwamoto, Hosai Fujisawa, Eio Sakata e Kaku Takagawa.
Ha perso solo uno jubango conto Kuranosuke Fujisawa (in seguito noto come Hōsai Fujisawa) negli anni 1942-44 e, anche se Fujisawa ha giocato con un handicap josen in tutte le partite, la serie di scontri è terminata per 6 vittorie a 4. Dieci anni dopo, Go Seigen ha preso la sua rivincita, sconfiggendo Fujisawa in due jubango successivi per 7-2 e 5-1. Il primo incontro del 1951 marcò anche la prima partita della storia fra giocatori 9 dan: Fujisawa era stato il primo ad essere promosso attraverso il sistema dell'Oteai e Go Seigen aveva ricevuto la promozione dalla Nihon Ki-in poco dopo. Il secondo incontro, che era il terzo jubango fra i due, era invece molto importante per Fujisawa, che aveva bisogno di un risultato che desse nuovo lustro alla sua carriera, ma interruppe la serie di partite quando perdeva per 5 a 1, per non assumere handicap, lasciando a Go Seigen la palma del miglior giocatore e abbandonando allo stesso tempo la Nihon Ki-in.
La serie di jubango giocati da Go Seigen:
| Avversario                         | Punteggio | Data      |
| ---------------------------------- | --- | --------- |
| Minoru Kitani 5p                   | 3 - 3 (scontri alla pari, abbandonato quando Kitani è stato promosso 6p)                                                                        | 1933 - 34 |
| Minoru Kitani 7p                   | 6 - 4 (iniziato alla pari, Kitani ha dovuto prendere un handicap sen-ai-sen sul 5 a 1)                                                          | 1939 - 40 |
| Junichi Karigane 8p                | 4 - 1 (iniziato alla pari, abbandonato per evitare l'imbarazzo a Karigane di giocare con un handicap sen-ai-sen in caso di ulteriore sconfitta) | 1941 - 42 |
| Kuranosuke Fujisawa 6p             | 4 - 6 (Fujisawa ha giocato con handicap josen)                                                                                                  | 1942 - 44 |
| Utarō Hashimoto 8p                 | 6 - 3 - 1 (iniziato alla pari, Hashimoto ha dovuto prendere un handicap sen-ai-sen handicap sul 6 a 2)                                          | 1946 - 48 |
| Kaoru Iwamoto 8p                   | 7 - 2 - 1 (iniziato alla pari, Iwamoto ha dovuto prendere un handicap sen-ai-sen sul 5 a 1)                                                     | 1948 - 49 |
| Contro una squadra di 10 giocatori | 8 - 1 - 1 (un match in 10 partite, ma non un jubango)                                                                                           | 1949 - 50 |
| Utarō Hashimoto 8p                 | 5 - 3 - 2 (Hashimoto ha giocato con handicap sen-ai-sen)                                                                                        | 1950 - 51 |
| Furanosuke "Hōsai" Fujisawa 9p     | 7 - 2 - 1 (iniziato alla pari, Fujisawa ha dovuto prendere un handicap sen-ai-sen dopo 9 partite (6-2-1))                                       | 1951 - 52 |
| Furanosuke "Hōsai" Fujisawa 9p     | 5 - 1 (Fujisawa ha abbandonato dopo aver dovuto passare da handicap sen-ai-sen a josen)                                                         | 1952 - 53 |
| Eio Sakata 8p                      | 6 - 2 (abbandonato dopo che Sakata ha dovuto passare da handicap sen-ai-sen a josen)                                                            | 1953 - 54 |
| Kaku Takagawa 8p                   | 6 - 4 (iniziato alla pari, Takagawa fu obbligato a dover accettare un handicap sen-ai-sen dopo il 6-2 in favore di Go)                          | 1955 - 56 |

### Partite contro gli Hon'inbō
È stato durante gli anni cinquanta del XX secolo che Go Seigen ha sfidato, in numerosi incontri su tre partite, i detentori del titolo di Hon'inbō, oltre che altri forti giocatori dell'epoca. La lista dei suoi avversari, in questa serie di partite, include numerosi nomi illustri: Utarō Hashimoto, Eio Sakata, Kaku Takagawa e l'ex-Hon'inbō Koaru Iwamoto. Gli è stato anche organizzato un incontro contro Shūchi Kubouchi, un giocatore con un forte stile personale affiliato alla Kansai Ki-in. In ogni partita, Go Seigen ha mostrato la sua superiorità sul suo avversario.
Contro Takagawa, che ha vinto l'Hon'inbō per nove anni consecutivi, ha vinto per ben 22 volte contro 13 vittorie per Takagawa, negli anni compresi fra il 1951 ed il 1960. Nel 1960, Eio Sakata si è rivelato il più forte avversario di Go Seigen, cosa rispecchiata nei risultati delle loro partite: Go Seigen ha collezionato 14 vittorie contro le 9 di Sakata, oltre ad un jigo.
All'epoca non vi era komi (alla fine del XX secolo, il vantaggio della prima mossa di Nero è stato compensato da un vantaggio di 5,5 a 7,5 punti per Bianco); siccome Go Seigen ha giocato spesso da bianco, i suoi record appaiono oggi ancora più impressionanti.

#### La partita contro Hon'inbō Shūsai
Nel 1933, Go Seigen vince un torneo speciale organizzato dalla Nihon Ki-in per avere l'opportunità di giocare contro Hon'inbō Shūsai Meijin. All'epoca, Hon'inbō Shūsai rappresentava l'autorità più alta nel go e nella tradizione giapponese; oltre ad aver ereditato del titolo di Hon'inbō, deteneva anche la posizione prestigiosa di Meijin. I giornali coprivano la notizia, alimentando l'attesa del pubblico per questa partita pubblicizzata come uno scontro fra Giappone e Cina. Go Seigen fu quindi vittima innocente di un crescente nazionalismo giapponese, subendo minacce prima e dopo la partita.
L'incontro inizia il 16 ottobre 1933 e dura circa tre mesi (un periodo considerato lungo all'epoca), con Go Seigen che gioca col nero. Durante il fuseki, Go Seigen apre posando le prime pietre in 3-3 (San San), 4-4 (Hoshi) ed al centro (Tengen); una tale apertura non era mai stata vista in una partita ufficiale, rendendo da subito l'incontro un evento molto seguito sui giornali. Quest'apertura ha segnato l'entrata del movimento del Shin Fuseki nel mainstream del Go.
La partita termina con la vittoria di Hon'inbō Shūsai per due punti. Questa vittoria rimane molto controversa; già ai tempi dell'incontro, la tradizione voleva che Bianco potesse scegliere quando aggiornare la partita, senza che esistesse la regola di sigillare la prossima mossa in busta chiusa. Shūsai fa uso di questo privilegio più di una dozzina di volte durante il suo turno di gioco, per poter deliberare la sua prossima mossa fuori dal gioco e prima della ripresa del match; all'ottavo giorno, ad esempio, Go Seigen piazza la propria pietra dopo due minuti dall'inizio e Shūsai pensa per tre ore e mezzo solamente per poi aggiornare lo scontro al giorno successivo. Di più, non era un segreto che Shūsai discutesse con i suoi allievi le strategie di gioco per poter giocare le mosse migliori.
Shūsai arranca dietro Go Seigen per tutto l'incontro, fino a quando non fa una mossa brillante (W160) che lo riporta in partita il tredicesimo giorno di gioco, garantendogli la vittoria. È stato ampiamente dibattuto che fosse stato Nobuaki Maeda, uno studente di Shūsai, ad aver ideato questa mossa, tant'è che anche Maeda non ha mai negato questa teoria. La partita è diventata famosa come la "partita del secolo".
Cinque anni dopo, nel 1938, Minoru Kitani (grande amico di Go Seigen) ha la possibilità di sfidare Hon'inbō Shūsai. In parte a causa del trattamento sfavorevole riservato a Go Seigen nella "partita del secolo", Kitani impone che le mosse vengano sigillate in busta chiusa prima di aggiornare la partita. L'incontro, raccontato da Yasunari Kawabata ne Il maestro di go, termina con la vittoria di Kitani per cinque punti e segna la fine di un'era nella storia giapponese.

## Promozioni e tornei
| Titolo                                                      | Vittoria                                                                                              | Secondo posto                                      |
| ----------------------------------------------------------- | --- | -------------------------------------------------- |
| 6-dan vincitore Oteai                                       | 1936                                                                                                  |                                                    |
| All-Japan Go Championship                                   | | 1935                                               |
| Japan Championship (evento organizzato dal Yomiuri Shinbun) | 1933                                                                                                  |                                                    |
| NHK Cup                                                     | | 1976                                               |
| Vecchio Meijin                                              | | 1962                                               |
| Oteai                                                       | 1930 (autunno), 1931 (autunno), 1932 (primavera), 1933 (autunno), 1935 (primavera), 1942 (primavera), | 1932 (autunno), 1933 (primavera), 1934 (primavera) |
| Saikyo                                                      | 1958, 1961 (pareggio con Sakata Eio)                                                                  |                                                    |

### Promozioni
| Grado | Anno                      |
| ----- | ------------------------- |
| 3 dan | 1928 - promozione diretta |
| 4 dan | 1930                      |
| 5 dan | 1932                      |
| 6 dan | 1934                      |
| 7 dan | 1939                      |
| 8 dan | 1942                      |
| 9 dan | 1950 - promozione diretta |

## Riconoscimenti
| Award                             | Anno |
| --------------------------------- | ---- |
| Membro onorario della Nihon Ki-in | 1983 |
| Okura Prize                       | 1967 |

## Stile di gioco
Go Seigen era conosciuto per lo sviluppo rapido del suo gioco, la capacità di posizione e lo stile combattivo sostenuto da una grande accuratezza nella lettura. I suoi gruppi vivevano rapidamente ed occupava i grossi punti presto, usando regolarmente meno tempo dei suoi avversari. Fra i punti forti del suo stile di gioco era la capacità nell'usare la robustezza dei muri o dei gruppi stabili e di fare grandi scambi. Raramente perdeva battaglie di ko da lui iniziate.
Come molti altri giocatori della sua generazione, aveva domiato l'apertura Shusaku prima di affermare il suo stile personale.